# Jimmy Karlsson (handbollstränare)
Karl Jimmy Karlsson, född 7 augusti 1986, är en svensk tidigare handbollsspelare (mittnia) och handbollstränare. Sedan 2023 är han klubbchef för moderklubben Skånela IF från Märsta, som han också tränat.
Karlsson spelade totalt 35 U-landskamper för Sverige; 28 landskamper och 63 mål för Sveriges U19-landslag samt sju landskamper men inga mål för Sveriges U21-landslag, åren 2004–2007.

## Klubbar som spelare
- Skånela IF (–2006)[2]
- IFK Trelleborg (2006–2008)
- Hammarby IF (2008–2010)[3]
  - →  Skånela IF (lån, 2010)[4]
- Skånela IF (2010–2015)[5]

## Tränaruppdrag
- Skånela IF (2015–2023)